# Mayulestes ferox
Mayulestes ferox es una especie extinta de mamífero metaterio, perteneciente al orden Sparassodonta, que vivió en el Paleoceno inferior (hace 63 millones de años). Sus restos fueron encontrados en Bolivia.

## Características
Este animal es considerado el más antiguo representante de un grupo conocido como los esparasodontos, que incluye animales de formas similares a perros, gatos y osos, pero cuyas características recaen en el grupo de los marsupiales. Mayulestes no era muy grande (tenía el tamaño de una marta), pero probablemente representaba uno de los mayores depredadores de su entorno. Se trataba de un mamífero arbóreo, con una cola parcialmente prensil, y dada la estructura de su cuerpo, podía recorrer cortas distancias a gran velocidad. Sin duda fue un carnívoro ágil cuyo nicho ecológico fue similar al de las comadrejas y martas, aunque los hábitos de Mayulestes eran claramente más arbóreos.

## Yacimiento de Tiupampa
El yacimiento donde fue encontrado el esqueleto parcial de Mayulestes ferox, en Tiupampa Bolivia, también ha hecho posible conocer toda una fauna de mamíferos primitivos del Paleoceno inferior, entre ellos se encuentra otro esparasodonto primitivo, Allqokirus australis, y dos animales arbóreos similares a zarigüeyas (Pucadelphys y Andinodelphys), estos tal vez sean tan primitivos que no se puedan considerar marsupiales.